# Magali Demeyere
Magali Demeyere (ca. 1979) is een Belgisch voormalig hockeyster.

## Levensloop
Demereye was aanvankelijk actief bij Royal Hermes Hockey uit Ronse. Op haar vijftiende verliet ze deze club voor Royal Uccle Sport. Bij deze club zou ze lange tijd actief blijven. Als speelster van deze club ontving ze tweemaal de Gouden Stick, met name in 2001 en 2005. Na haar spelerscarrière bij Uccle sloot ze opnieuw aan bij Royal Hermes Hockey.
Daarnaast maakte ze circa 10 jaar deel uit van het Belgische hockeyteam.